# Boris Titov
Pour les articles homonymes, voir Titov.
Boris Iourievitch Titov (en russe : Борис Юрьевич Титов), né le 24 décembre 1960 à Moscou, est un entrepreneur et homme politique russe. Dirigeant du Parti de la croissance depuis 2016, il est candidat à l'élection présidentielle russe de 2018.

## Biographie
En 1983, Boris Titov est diplômé de l'Institut d'État des relations internationales de Moscou. Pendant ses études, il travaille comme traducteur en langue espagnole, notamment au Pérou.

### Hommes d'affaires
En 1989, Boris Titov démissionne d'une entreprise d'État et est nommé chef du département de chimie de l'entreprise soviéto-hollandaise « Urals ». En 1991, avec des collaborateurs, il crée sa propre société, « Solvalub », achète « Solvents and Lubricants » à Londres et devient directeur exécutif du groupe SVL. Sa société s'est orientée, plus tard, vers l'investissement et la négociation, opérant dans les secteurs du pétrole, de l'agro-alimentaire, et de la pétrochimie. En 2008, le chiffre d'affaires de sa société est évalué à environ deux milliards de dollars.

### Homme politique
En octobre 2007, il est élu membre du Conseil suprême de Russie unie.
En 2008, il dirige le Conseil suprême du parti Pouvoir civil. En novembre de la même année, le Parti démocratique de Russie, Pouvoir civil et l'Union des forces de droite ont fusionné pour fonder un nouveau parti, Juste cause. Le 29 février 2016, lors du VIIe congrès du parti Juste cause, Titov est élu président de la formation politique. Juste cause est renommé Parti de la croissance quelques jours plus tard,.
Il est candidat à l'élection présidentielle russe de 2018.